# Depressão tropical 04F (2009)
As enchentes em Fiji em 2009 ocorreram em 10 de janeiro de 2009, dias após a depressão tropical 04F ter atingido a Divisão do Oeste, na ilha de Viti Levu, em Fiji.  A área atingida pelo ciclone costuma ser a região mais seca do arquipélago. As enchentes causaram 11 fatalidades, incluindo três adolescentes. Seis pessoas morreram afogadas nas inundações, e um deslizamento de terra matou outras duas. Em algumas áreas, as inundações passaram de três metros de altura.

## História meteorológica

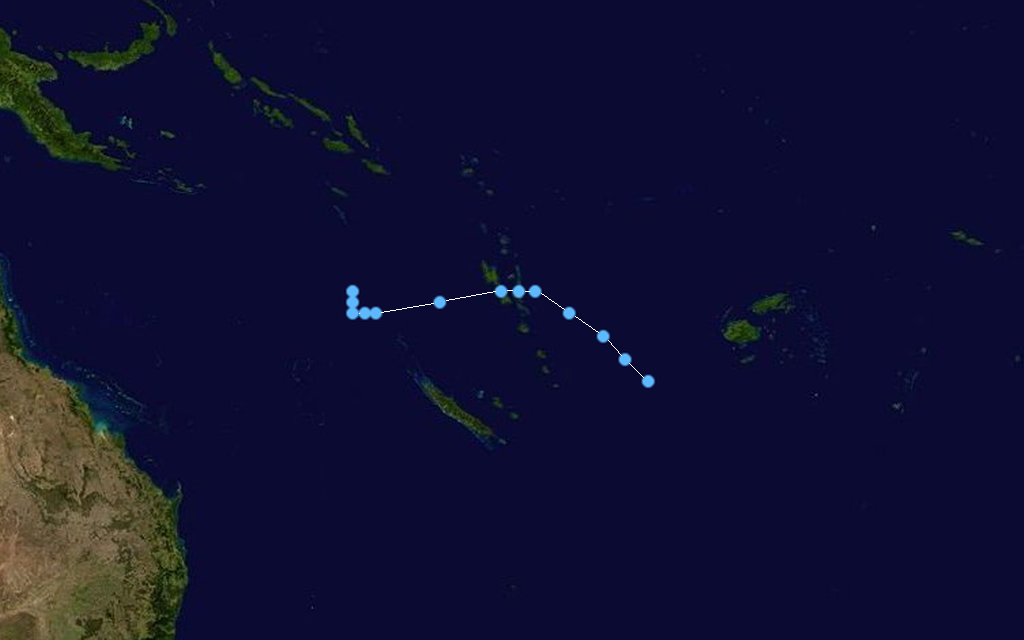
O caminho de 04F

Em 4 de janeiro de 2009, o Centro Meteorológico Regional Especializado de Nadi começou a monitorar uma área de perturbações meteorológicas que tinha se formado sobre o Oceano Pacífico sul, a leste do arquipélago de Vanuatu. Naquele momento, o centro ciclônico de baixos níveis da perturbação estava situado numa região com baixo cisalhamento do vento. As áreas de convecção profunda associadas ao sistema estavam persistindo por mais de 12 horas, porém, o sistema ainda estava muito desorganizado. Nas primeiras horas (UTC) de 5 de janeiro, a perturbação já tinha se organizado suficientemente para ser declarado como uma depressão tropical pelo CMRE de Nadi. Naquele momento, boa parte das áreas de convecção profunda associadas à depressão estava deslocada para o quadrante norte da circulação ciclônica. Durante a manhã seguinte, o centro ciclônico de baixos níveis da depressão estava exposto e livre de nuvens, e suas áreas de convecção profunda associadas estavam escassas e desorganizadas.
Durante as primeiras horas de 7 de janeiro, o Joint Typhoon Warning Center (JTWC) disse que o sistema apresentava uma grande, porém desorganizada circulação ciclônica de baixos níveis, mas dotada de áreas de convecção profunda. Segundo o JTWC, a depressão estava situada numa região com cisalhamento do vento moderado a forte, e que por esse motivo, não se esperava o desenvolvimento do sistema. Durante a madrugada de 8 de janeiro, a depressão se dissipou, segundo o JTWC. Porém, o CMRE de Nadi manteve a emissão de avisos regulares sobre o sistema, e disse que a depressão estava sendo impactada por cisalhamento do vento moderado, que deslocava praticamente todas as áreas de convecção profunda associadas ao sistema no quadrante leste da circulação ciclônica. Além disso, o CMRE de Nadi retirou a classificação "tropical" da depressão, e disse que o sistema estava adquirindo características extratropicais. Naquele momento, a depressão começou a afetar Fiji. Porém, o CMRE de Nadi emitiu seu aviso final sobre o sistema. A depressão voltou a se reorganizar, e o CMRE de Nadi voltou a emitir avisos regulares sobre o sistema no dia seguinte, que atingiu seu pico de intensidade, com ventos máximos sustentados de 75 km/h, e uma pressão central mínima de 994 hPa. Ainda naquele dia, a depressão deixou a área de responsabilidade do CMRE de Nadi para adentrar a área de responsabilidade do Centro de Aviso de Ciclone Tropical (CACT) de Wellington, Nova Zelândia. A depressão continuou a seguir para sudoeste durante os dois dias seguintes, e o CACT de Wellington emitiu seu aviso final sobre o sistema em 12 de janeiro.

## Preparativos e impactos
A depressão trouxe chuvas torrenciais para as divisões do Norte, Central e do Oeste de Fiji, entre 8 de 10 de janeiro. Cerca de 6.000 pessoas tiveram que deixar as suas residências para irem a 114 abrigos. Além disso, as linhas telefônicas foram cortadas, e muitas rodovias ficaram intransitáveis pela enchente. Plantações de cana-de-açúcar, um importante produto agrícola de Fiji, foram grandemente afetadas. Frank Bainimarama, o primeiro-ministro em exercício de Fiji, declarou estado de emergência nas regiões afetadas, e disse que o governo estava trabalhando de forma diligente para contribuir nos esforços de ajuda. Devido ao estado de emergência, houve toques de recolher obrigatórios em várias grandes cidades para evitar as tentativas de saques. Pelo menos 600 turistas, a maior parte da Nova Zelândia, ficaram impossibilitados de sair do país devido às enchentes.

## Após a tempestade
A Austrália doou cerca de 3 milhões de dólares australianos para auxiliar nos esforços de ajuda. A doação foi feita em duas parcelas: a primeira, no valor de 1 milhão de dólares australianos, teve como objetivo a assistência imediata, e a segunda, no valor de 2 milhões, teve como objetivo a assistência em médios e longos prazos. A AusAID doou cerca de 200.000 dólares para auxiliar os trabalhos de recuperação da infraestrutura de escolas do país, além de contribuir para um fundo criado para auxiliar as escolas que foram atingidas pelas enchentes. A Nova Zelândia também doou cerca de 4 milhões de dólares neozelandeses para o fundo criado para receber doações internacionais. O governo neozelandês contribuiu com mais 3 milhões para a reconstrução de longo prazo, e separou 80.000 dólares neozelandeses para ajudar nas necessidades educacionais da população nas áreas mais afetadas pela depressão. A União Europeia também doou cerca de 1 milhão de dólares para Fiji, também com o objetivo de reconstruir escolas, além de ajudar a pagar mensalidades escolares de famílias de Fiji, que estavam obrigadas a pagar. Os governos do Reino Unido, China, França, Tonga, Coreia do Sul e Samoa também contribuíram com pequenas quantias, totalizando cerca de 152.000 dólares. Os governos de Papua-Nova Guiné, Nova Caledônia e Índia também contribuíram com pequenas quantias para auxiliar nos esforços de reconstrução, totalizando 700.000 dólares em doações. A Embaixada dos Estados Unidos em Fiji e a Cruz Vermelha da China também doaram cerca de 60.000 dólares em mantimentos para ajudar nos esforços de reconstrução.